# Rhagadochir virgo
Rhagadochir virgo (лат.) — вид эмбий из подсемейства Scelembiinae (Archembiidae). Эндемик Республики Конго (15 миль западнее Popokabaka, Экваториальная Африка).

## Описание
Были найдены только самки этого вида, насекомые размножаются путем партеногенеза. Возможно, из-за тесного родства эти насекомые отличаются стайным характером, собираясь вместе в своих шёлковых туннелях. Насекомые координированно прядут шёлк и могут перемещаться в новые помещения организованной группой, что не наблюдается среди других представителей этого отряда. Самка откладывает партию яиц и заворачивает их в шёлк, часто добавляя в шёлковое покрытие кусочки лишайника, что может быть формой обеспечения пищей нимф после их вылупления.
Вид был описан в 1960 году американским энтомологом Эдвардом Россом под названием Scelembia virgo.